# Maxime Carlot Korman
Maxime Carlot Korman (* 26. April 1941) ist ein Politiker und ehemaliger Premierminister von Vanuatu.
Am 16. Dezember 1991 wurde Carlot Korman als Nachfolger von Donald Kalpokas. Zwischen 1993 und 1995 übernahm er dann in seinem Kabinett auch das Amt des Außenministers. Am 21. Dezember 1995 wurde er von Serge Vohor als Premierminister abgelöst.
Vohor blieb jedoch nur drei Monate im Amt. Nachdem er am 8. Februar 1996 seinen Rücktritt angekündigt hatte, wählte die Gesetzgebende Versammlung Carlot Korman am 23. Februar 1996 erneut zum Premierminister. Am 30. September 1996 folgte ihm Serge Vohor dann zum zweiten Mal als Premierminister, nachdem das Parlament ihm mit 27 zu 22 Stimmen das Misstrauen ausgesprochen hatte.
Der Regierung von Vohor gehörte er seit dem 29. Juli 2004 als stellvertretender Premierminister an. Als Vohor bereits am 18. August 2004 eine Regierung der nationalen Einheit bildet, wird Carlot Korman durch Ham Lini als stellvertretender Premierminister abgelöst.
Die Amtszeit des Präsidenten Kalkot Mataskelekele endete am 16. August 2009. Danach übernahm der zwischenzeitlich zum Parlamentspräsidenten gewählte  Maxime Carlot Korman vorläufig die Amtsgeschäfte des Präsidenten.
Nach Korman ist das Korman Stadium, das Nationalstadion Vanuatus, in Port Vila benannt.